# Pterolophia melanura
Pterolophia melanura es una especie de escarabajo longicornio del género Pterolophia, subfamilia Lamiinae. Fue descrita científicamente por Pascoe en 1857. Es una especie común porque se puede encontrar tanto en los bosques como en jardines.

## Distribución
Se distribuye por Camboya, isla de Borneo, Malasia, Singapur, Sumatra y Vietnam.

## Descripción
Posee una longitud corporal de 11-13 milímetros. El período de vuelo de esta especie ocurre en los meses de enero, marzo, abril, mayo, junio, julio, agosto, noviembre y diciembre.

## Ecología
Parte de su alimentación se compone de plantas de las familias Dipterocarpaceae, Anacardiaceae, Euphorbiaceae y Proteaceae, entre otras.